# Convite para Ouvir Maysa
Convite para Ouvir Maysa é o álbum de estreia gravado pela cantora brasileira Maysa. Em 1998 a gravadora RGE relança o álbum em CD, que incluía "Ouça", "O Quê", "Voltei"  e "Vem Comigo", músicas dos próximos álbuns. Em 2006 a Som Livre lançou um CD da coleção RGE Clássicos contendo este e o segundo álbum da cantora.
Tudo começou em 1956, quando Alcebíades Monjardim, pai de Maysa, convidou Zezinho e Côrte-Real, após uma noitada na boate Oásis, para passar em sua casa e escutar sua filha cantar. Admirado com o talento da moça, Côrte-Real, que havia apresentado o cantor Roberto Carlos mais tarde ao Brasil, a propôs a gravar um disco. O álbum que seria gravado após o nascimento do filho de Maysa, por exigência de André Matarazzo, seu marido, não apresentaria na capa a foto dela. No lugar apareciam orquídeas orvalhadas sobre um cartão com o “Convite Para Ouvir Maysa”. Outra exigência de André era que Maysa não se apresentasse como cantora profissional e que todos os lucros que o álbum rendesse fossem doados ao Hospital do Câncer. Tudo isso por que naquela época cantoras de rádio não eram bem vistas pela sociedade e André não queria que o nome da sua família sujasse-se.
O Convite Para Ouvir Maysa traz oito samba-canções, todos compostos por Maysa. “Adeus”, inclusive, foi composta quando ela tinha apenas 12 anos de idade. “Marcada”, a primeira música do álbum, introduz o pessimismo, uma característica que aparece com freqüência em canções de toda a sua carreira. “Tarde Triste” e a autobiográfica “Resposta” tornaram-se sucessos da cantora. Os arranjos do disco foram feitos pelo maestro Rafael Puglielli.
As canções “Adeus” e “Resposta” também foram lançadas em um disco 78 rpm no ano seguinte. Também em 1957, “Tarde Triste” apareceria junto com “Se Todos Fossem Iguais A Você” e “Não Vou Querer” acompanhada por “Felicidade Infeliz” em outros 78rpm. Quatro anos mais tarde a triste “Rindo de Mim” foi incluída no compacto duplo Adorável Maysa, junto com outras três canções da época.

## Faixas
| N.º | Título                 | Duração |  |
| 1.  | "Marcada"              | 3:18    |  |
| 2.  | "Não Vou Querer"       | 2:58    |  |
| 3.  | "Agonia"               | 2:33    |  |
| 4.  | "Quando Vem A Saudade" | 2:25    |  |
| 5.  | "Tarde Triste"         | 3:07    |  |
| 6.  | "Resposta"             | 3:20    |  |
| 7.  | "Rindo de Mim"         | 3:10    |  |
| 8.  | "Adeus"                | 3:14    |  |